# Turn- und Wassersportverein Göttingen

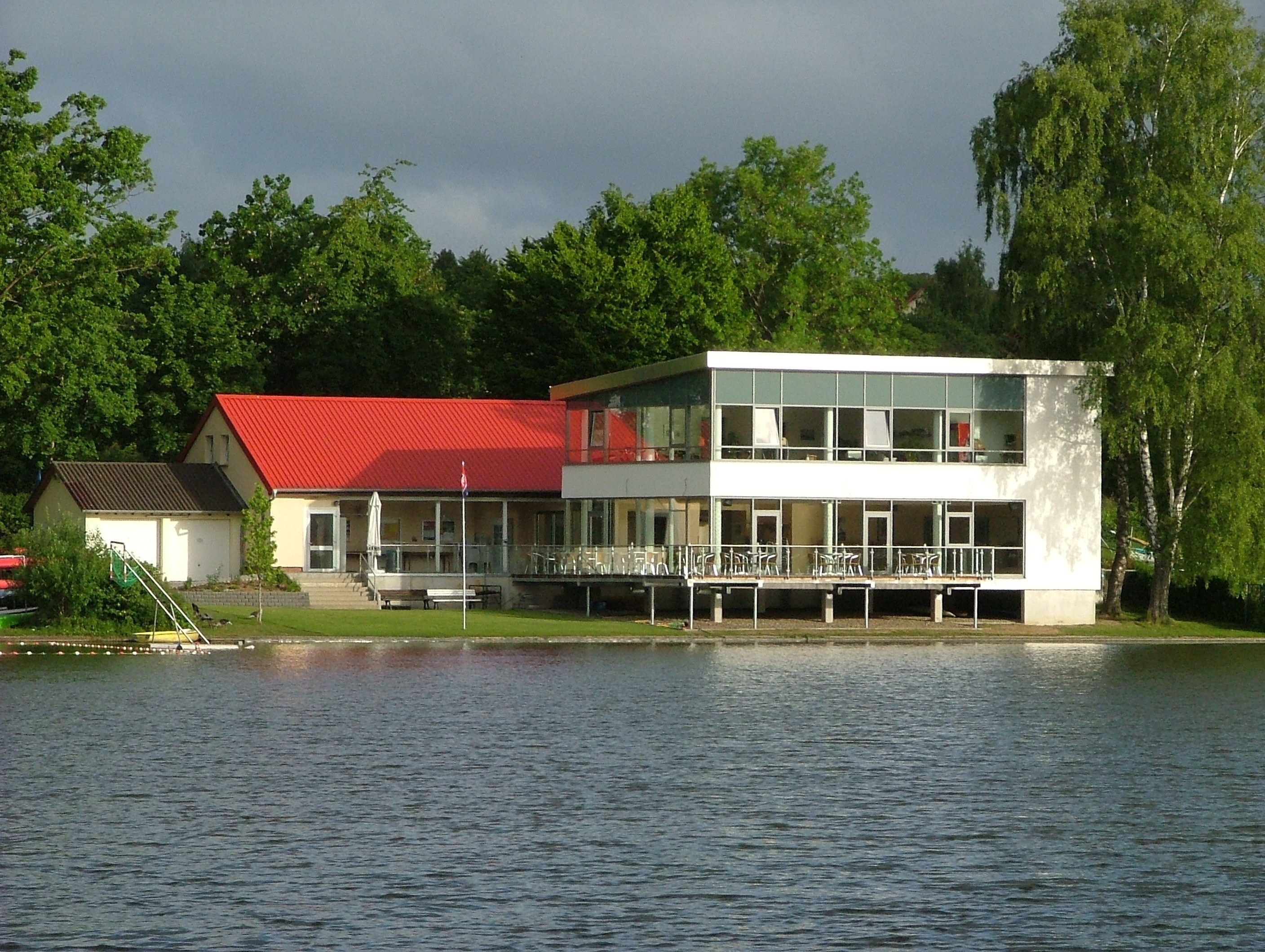
Sport- und Gesundheitszentrum am Kiessee

Der Turn- und Wassersportverein Göttingen von 1861 (TWG 1861) ist der drittgrößte Göttinger Sportverein mit etwa 2200 Mitgliedern. Gegründet wurde er am 1. Januar 2015 nach der Vereinigung der Turn- und  Sportvereinigung von 1861 Göttingen (Tuspo 1861) und der Wassersportvereinigung Göttingen von 1908  (Waspo 08), die ihrerseits im Jahre 1979 durch den Zusammenschluss des Schwimmvereins SV Göttingen 08 und der Wassersportvereinigung von 1924 entstand.

## Erfolge
Schwimmsport
- 5 Wettkampfgruppen,1 Talentförderungsgruppe,
- Partnerverein des Landesschwimmverbands Niedersachsen als Landesstützpunktes Schwimmen
- Kooperation mit dem Felix-Klein-Gymnasium Göttingen, Förderung von Sporttalenten (SpoTa-Konzept)
- Teilnahme, Erfolge und Titel an Bezirks- und Landesmeisterschaften, in den Jahrgängen und bei den Masters
- Teilnahme, Erfolge  Medaillengewinne an Norddeutschen- sowie offenen Deutschen und Deutschen Jahrgangs-Meisterschaften sowie Mastersmeisterschaften.
- seit 2006 Damen-Mannschaft in der Landesliga DMS, 2007 3. Platz, 2009 3. Platz, 2010 5. Platz, 2012 7. Platz
- 2010: Deutscher Jahrgangsmeister im Jahrgang 1992 über 1500 m Freistil Marcel Jerzyk
- 2010: Alexandra Janitzki vierfache Mastersweltmeisterin der AK 30 (100 m, 200 m Brust, 200 m und 400 m Lagen)
- 2010: Kerstin Krumbach ist Deutsche Kurzbahnmeisterin bei den Masters über 50- und 100 m
- 2010: Aufstieg der Herrenmannschaft in die Landesliga, 2012 5. Platz
- 2011: Deutscher Jahrgangsmeister im Jahrgang 1992 über 400 m, 800 m, 1500 m Freistil sowie 5 Kilometer Freistil Marcel Jerzyk
- 2012: Deutscher Jahrgangsmeister im Jahrgang 1992 Gold über 800 m Freistil,  Silber über 1500 m und 400 m Freistil für Marcel Jerzyk
- 2012: Deutsche Kurzbahnmeisterschaft, 3. Platz über 800 m Freistil für Marcel Jerzyk
- 2014: Aufstieg der Damenmannschaft in die 2. Bundesliga
- 2015: Aufstieg der Herrenmannschaft in die 2. Bundesliga

Kanurennsport
- seit 2002 diverse Landesmeistertitel
- 2006: 1. Platz auf der DM für Margret Neher über 200 und 500 m im KI, sowie Silber über 600 m im KII und Bronze über 1000 m im KI
- 2006: 2. Platz auf der DM für Lars Bode/Matthias Kopiske über 6000 m im KII, sowie Bronze im KII und KIV über 1000 m
- 2011: 1. Platz auf der DM für Max Staats und Marvin Huth über 500 m im KII.
- 2011: 2. Platz auf der DM für Max Staats im Kanumehrkampf, sowie Platz 3 auf 1000 m
- 2011: 2. Platz auf der DM im KIV für Staats, Huth, Lion Schettler und Christian Winnen auf 2000 m, sowie Bronze über 500 m
- 2012: 3. Platz auf der DM für Marvin Huth über 200 m im KI
- 2015: Max Staats wird in den D/C-Bundeskader aufgenommen